# Himalayadwergspecht
De Himalayadwergspecht (Sasia ochracea) is een vogel uit de familie Picidae (spechten).

## Verspreiding en leefgebied
Deze soort komt voor in Zuidoost-Azië en telt drie ondersoorten:
- S. o. ochracea: van noordelijk India en Nepal tot noordelijk en centraal Thailand en Vietnam.
- S. o. reichenowi: zuidelijk Myanmar en zuidwestelijk Thailand.
- S. o. kinneari: zuidelijk China en noordelijk Vietnam.

## Status
De grootte van de populatie is niet gekwantificeerd maar de soort wordt omschreven als tamelijk algemeen tot niet algemeen. Op de Rode lijst van de IUCN heeft deze soort de status niet bedreigd.